# نهر بيتينغا
نهر بيتينغا (بالبرتغالية: Rio Pitinga) هو نهر من ولاية أمازوناس في شمال غرب البرازيل. يصب في سد بالبينا على نهر أواتوما.